# James Burgess
James Burgess (født 1832 i Kirkmahoe, Dumfriesshire, død 5. oktober 1916) var en skotsk naturforsker og orientalist.
Burgess blev 1855 professor i matematik i Kalkutta, kom 1861 til Bombay og blev 1869 sekretær i kommissionen for Colaba-observatoriet. Foruden af naturvidenskaben har han gjort sig i en meget høj grad fortjent af den indiske arkæologi. I 1872 stiftede han månedsskriftet The Indian Antiquary, som han ledede i 14 år. I 1873 blev han direktør for den arkæologiske kommission for præsidentskabet Bombay med mere. Til denne sluttede sig 1881 den arkæologiske kommission for Madras, under ledelse af Burgess. I 1886 blev han overdirektør for den arkæologiske kommission for det indiske rige. Han pensioneredes 1891 og levede derefter i Edinburgh. 
Blandt hans værker mærkes: On Hypsometrical measurement by means of the Barometer and Boiling-Point Thermometer, with Tables (1858), en afhandling om tidevandene, højdemåling og indisk arkitektur i Philosophical Magazine og Transactions of the Bombay Geographical Society, The Temples of Shatrunjaya (1869), The Rock Temples of Elephanta or Gharapuri (1871). Et stort foliobind med illustrationer over arkitekturen i Guzerat og Rajputana udkom i London 1873 etc. Resultaterne af Bombay-kommissionens arbejder foreligger i en række illustrerede kvartbind og oktavbind: The Cave Temples of India; Archæological Survey of Western India (1876 ff.); Archæological Survey of Southern India (1882 ff.); Epigraphia Indica (1888 ff.).